# Сарделли, Патрисио
Патрисио Максимо Сарделли (исп. Patricio Máximo Sardelli, 26 января 1986, Дон Торкуато, Буэнос-Айрес, Аргентина), аргентинский рок-музыкант, певец, композитор, мультиинструменталист. Является участником аргентинской рок-группы Airbag. 
Родители: Гастон Сарделли и Алисия Беатриз. Братья: Гастон (старший) и Гидо (младший).

## Ранние годы
С ранних лет Патрисио питал интерес к музыке, и это является заслугой его бабушки, которая научила Патрисио петь танго.
Спустя какое-то время его старший брат Гастон решает создать группу со своими школьными друзьями. Репетиции друзей проходили в доме Сарделли. Когда репетиции заканчивались Патрисио и его младший брат Гидо подходили к инструментам и пытались понять на каком больше всего им нравится играть.
Со временем Гастон стал больше репетировать со своими братьями, чем с друзьями. Так братья сформировали свою группу.
Братья пели песни многих знаменитых групп, таких как The Beatles, Bon Jovi, Creedence Clearwater Revival, Deep Purple. Гастон играл на бас-гитаре, Патрисио на гитаре, а Гидо на ударных, так сформировалась группа Los Nietos de Chuck. Они начинали выступать в барах, пабах, и с каждым выступлением получали большой опыт.
Спустя некоторое время, Патрисио пишет свои песни, а втроём они подбирают музыку. С несколькими готовыми композициями они решают записать демо, которое распространяют везде, где это возможно. Демо попало в руки членам компании Warner Music, и они дали братьям Сарделли шанс записать их первый диск. Участники решили найти другое имя группе, и выбрали Airbag.

## 2004
Airbag выпускает свой первый студийный альбом, с одноимённым названием. В Аргентине этот альбом получил широкое распространение и любовь слушателей. В альбом вошли такие знаменитые песни как «La partida de la gitana», «Quiero estar contigo», « Solo aquí» и « Ya no recuerdo», которые долгое время занимали верхние позиции в чартах. В Аргентине диск стал золотым и платиновым. Airbag получили премию от канала MTV в номинации «Лучший дебют», и премию от читателей журнала Rolling Stone как "Группа-Открытие".

## 2006
В 2006 вышел новый диск Blanco y Negro, презентация которого прошла в Луна Парке при полном зале. В этом же году они записали саундтрек к сериалу Alma Pirata под названием «Toda una vida esperándote».
Помимо Аргентины, презентация нового диска прошла и в Чили, там же и прошла и реклама диска.
Патрисио со своей группой Airbag выступали на одной сцене с такими артистами как: The Dillinger Escape Plan, Venom, Killswitch Engage, Bring Me The Horizon и Bullet For My Valentine.

## 2007
В 2007 получили премию MTV в номинации «Лучшее Открытие Латинской Америки».
В конце 2007 года братья Сарделли начинают работать над своим третьим альбомом Una hora a Tokyo. Альбом был назван «Una hora a Tokyo», в честь знаменитого выступления экс президента Аргентины  Карлоса Менема в августе 1996-го, в котором он говорил о разрабатывающимся госпроекте, который предполагал создание системы летающих аппаратов, которые могли бы летать в стратосфере и смогли бы из Буэнос-Айреса долететь до Токио или Парижа за один час.

## 2008-2010 Сложный период
Завершив презентацию третьего альбома, братья начинают задумываться над выходом четвертого. В это же время начинают появляться проблемы с их менеджером, с чего для Airbag и начинается период неактивности.
Позже, журналу Sí! Clarín , Патрисио объяснил всю ситуацию:
«Всё произошло из-за контрактной проблемы с нашим бывшим представителем. Мы были детьми и подписали документ, который привязывал нас к человеку, который принёс нам очень большие убытки. Это был очень сложный период. Это были адвокатские дела, я ничего не понимал»
Пока шли судебные разбирательства, у Сарделли было много времени, чтобы написать новые песни для следующего альбома (они написали почти 100 песен, из которых 12 вошли в третий студийный альбом), и в конце концов разрывают контракт со своим менеджером.
В этот же период времени они разрывают контракт с Warner Music.

## 2011
20 сентября 2011 выходит в свет четвертый студийный альбом Vorágine, который был уже записан на студии Del Angel Feg (от Sony Music).

## 2013
27 ноября вышел пятый студийный альбом Libertad.